# Heliophanus moestus
Heliophanus moestus este o specie de păianjeni din genul Heliophanus, familia Salticidae. A fost descrisă pentru prima dată de Lucas, 1846. Conform Catalogue of Life specia Heliophanus moestus nu are subspecii cunoscute.